# Архитектура набора команд

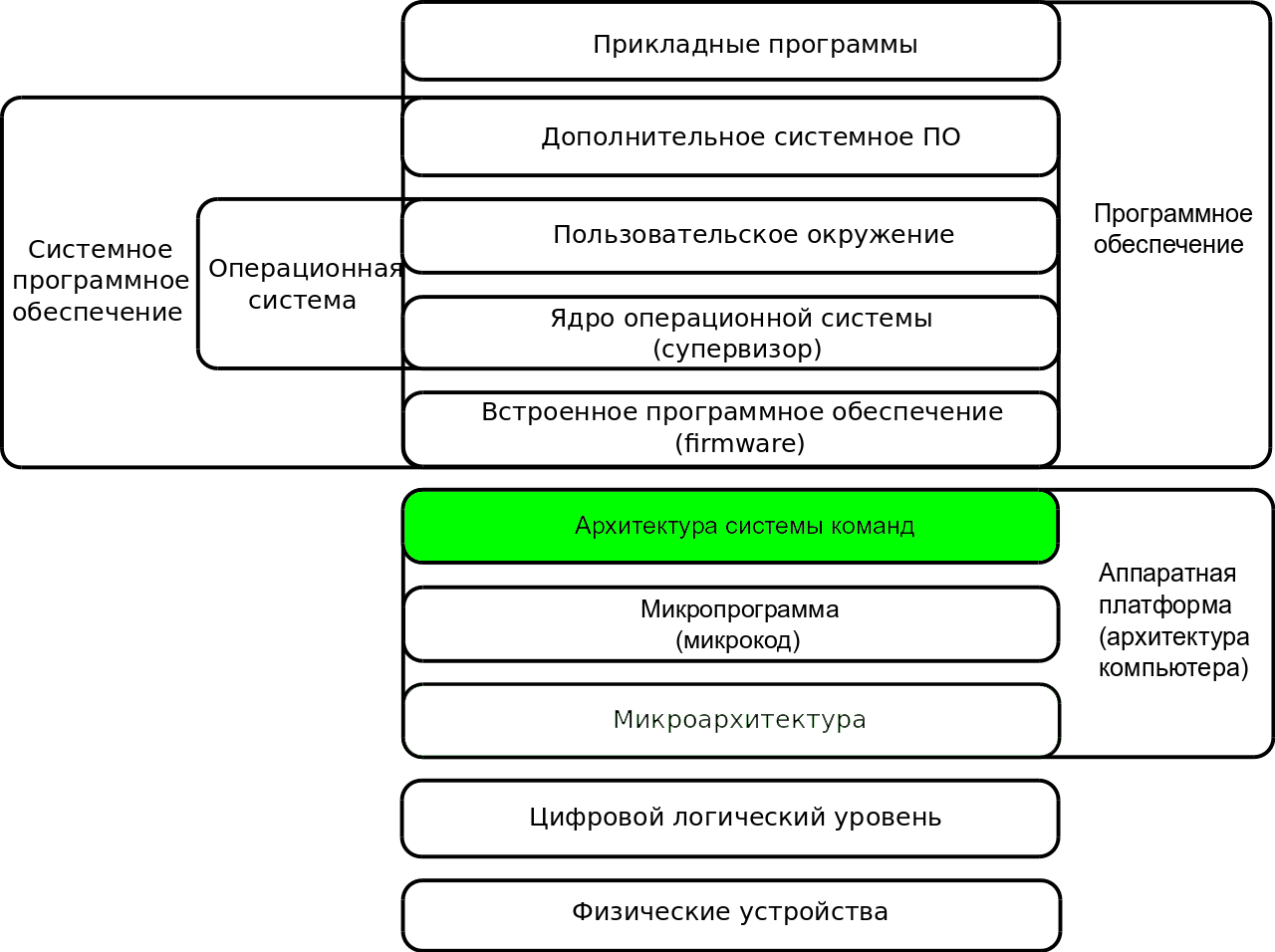
Схема, иллюстрирующая место уровней микроархитектуры, архитектуры набора команд и микрокода в многоуровневой структуре компьютера

Архитектура набора команд (англ. instruction set architecture, ISA) — часть архитектуры компьютера, определяющая программируемую часть ядра микропроцессора. На этом уровне определяются реализованные в микропроцессоре конкретного типа:
- архитектура памяти,
- взаимодействие с внешними устройствами ввода/вывода,
- режимы адресации,
- регистры,
- машинные команды,
- различные типы внутренних данных (например, с плавающей запятой, целочисленные типы и т. д.),
- обработчики прерываний и исключительных состояний.

Микроархитектура
Описывает модель, топологию и реализацию ISA на микросхеме микропроцессора.
На этом уровне определяется:
- конструкция и взаимосвязь основных блоков ЦП,
- структура ядер, исполнительных устройств, АЛУ, а также их взаимодействия,
- блоков предсказания переходов,
- организация конвейеров,
- организация кэш-памяти,
- взаимодействие с внешними устройствами.

В рамках одного семейства микропроцессоров микроархитектура со временем расширяется путём добавления новых усовершенствований и оптимизации существующих команд с целью повышения производительности, энергосбережения и функциональных возможностей микропроцессора. При этом сохраняется совместимость с предыдущей версией ISA.
Уровни, реализуемые в архитектуре, микроархитектуре и в семействе процессоров соответственно, а также их взаимосвязь описаны на рис. 1 в документе White Paper Inside Intel®Core™ Microarchitecture (англ.)

## Наборы команд на базе архитектуры Intel (IA)
Корпорация Intel разработала три типа ISA, которые ориентируются на различные секторы рынка. Для их именования часто используется акроним из выражения Intel Architecture, IA (например, IA-32, IA-64).
- Архитектура IA-32 предназначена для выполнения массовых 32-разрядных приложений на ПК начального уровня и реализована в следующих семействах процессоров:
  - Intel Celeron и Intel Pentium (в корпусе FC-PGA2);
  - процессорах Intel, использующих технологии ультранизкого напряжения питания;
  - Intel Core Duo.
- Архитектура набора команд IA-64 реализована в семействе процессоров Intel Itanium.
- Архитектура Intel 64 предназначена для современных ПК и серверов среднего уровня, оптимизированных для выполнения 64-разрядных приложений. Эта архитектура реализована в следующих семействах процессоров:
  - Intel Xeon;
  - Intel Core 2 Duo.